# История протестантизма в России

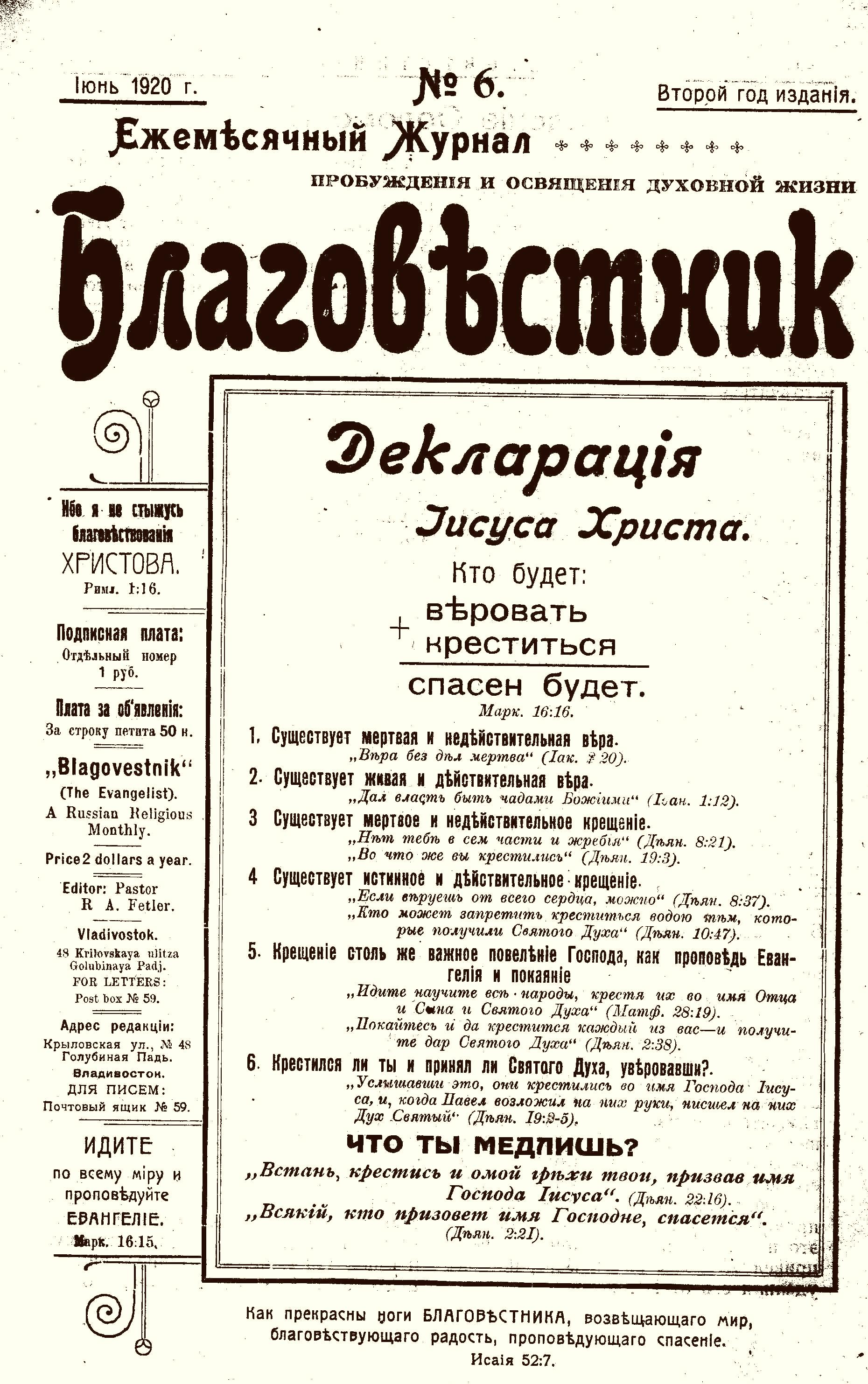
Обложка «Благовестника» — журнала пробуждения и освящения духовной жизни

История протестантизма в России — формирование и распространение протестантских конфессий в Российской империи, СССР и постсоветской России.
Протестантизм, впервые появившись в России в XVI веке вместе с выходцами из Европы, в дальнейшем распространился среди коренного населения Российской империи.

## XVI—XVIII век
Первые протестантские общины на территории современной России были основаны торговцами и мастерами из европейских стран, приглашёнными в 1524—1533 гг. в правление великого князя Василия III, современника Мартина Лютера.
В период после заключения мирного договора между Великим княжеством Московским и Швецией в 1524 г. в страну стали прибывать купцы из Швеции, Дании, позднее из Англии и Голландии, многие из которых были протестантами. Одновременно с торговцами приезжали «умельцы», которых Василий III специально поручил звать на государственную службу. Среди них были аптекари, художники, ремесленники и, в основном, они были протестантами. Все они получили право на свободное отправление англиканских, лютеранских и реформатских богослужений в своих домах.
Позднее, в царствование Ивана IV Грозного, приглашались медики, «пушкарники», «искатели злату и серебру», ювелиры, художники и другие специалисты, к которым позднее добавились и военные. Приглашали специалистов из Европы, при этом всячески им содействуя, Фёдор Иоаннович, Борис Годунов (оказывал покровительство бежавшим в Русское Царство из Европы из-за религиозных войн), Михаил Фёдорович (1613—1645) и Алексей Михайлович (1645—1676).
Несмотря на свою относительную малочисленность, протестанты уже в то время оказывали заметное влияние на социально-экономическое развитие России. Купцы-протестанты активно способствовали установлению и развитию торгово-экономических связей России со странами Западной Европы.
Кардинальную реформу государственного управления Пётр I во многом осуществил по образцам, заимствованным у западноевропейских протестантских стран, при этом он активно приглашал оттуда высококвалифицированных специалистов. В правление Петра I в Россию прибыли множество специалистов в математике, химии, физике, а также корабелы, разведчики руд, мореходы, горнозаводчики, военные. В течение XVIII в. в одном только Петербурге сформировались 12 протестантских общин: три немецкие лютеранские, шведская лютеранская, финская лютеранская, две разнонациональные в кадетских корпусах, голландская реформатская, сводная немецкая реформатская и французская реформатская, англиканская (Английская набережная, 56) и немецкая «евангелических братьев». Совокупное число только взрослых членов общин в Санкт-Петербурге в конце столетия превышало 6000 человек.
Значительное количество христиан-протестантов переселились на постоянное место жительство в Россию для освоения её южных и поволжских земель в царствование Екатерины II (начиная с 1789 г.), обеспечившей приезжих значительными льготами, освобождением от военной и гражданской службы, а также полной свободой вероисповедания. Созданные ими хозяйства отличались высокой товарностью и культурой сельскохозяйственного производства, благотворно влияли на экономическое развитие окружающих местностей.
В период XVIII — начало XX в. протестанты (главным образом лютеране и реформаты), принявшие российское подданство, и их потомки, в том числе перешедшие в православие, занимали высокие посты в государственном управлении, в армии, Академии наук, став частью высшей российской знати.

## Вторая половина XIX века
Во второй половине XIX в. в России, наряду со старыми русскими формами христианского сектантства (христововерами, духоборцами, молоканами и др.), начинают формироваться различные направления так называемого евангельского христианства: баптисты, евангельские христиане, адвентисты седьмого дня, а в начале XX в. и христиане веры евангельской — пятидесятники. Будучи первоначально привнесёнными миссионерами из западноевропейских стран и Америки в немецкие колонии Юга России и Поволжья (баптизм, адвентизм) и частично в великосветскую среду Петербурга (евангельское христианство), они постепенно распространились среди коренного (прежде всего сельского) населения, со временем осваивая и городскую среду.
Первые русские и украинские протестантские общины возникли во второй половине XIX века в нескольких регионах Российской империи: на юге Украины (в Херсонской, Екатеринославской и Киевской губерниях), на территории Закавказья, в Санкт-Петербурге и на территории Левобережной Украины (в Таврической губернии).
На юге Украины евангельское пробуждение, начавшись в среде потомков немецких колонистов, в дальнейшем нашло своё продолжение среди украинских крестьян. Первый из них, уверовав в 1858 году, начал проповедовать в своей деревне, где вскоре образовалась первая община украинских штундистов, которая к 1867 г. насчитывала уже 35 семей. Вначале штундисты продолжали считать себя частью православной общины: посещали церковные богослужения, обращались к православным пастырям для совершения браков, крещения детей и погребения умерших. Свои собрания проводили после церковной службы, читали на них Новый Завет, молились и пели гимны из сборника «Приношение православным христианам». Разрыв с православием произошёл после начала преследований, нередко сопровождавшихся конфискацией духовной литературы. Штундизм не стал окончательной формой евангельского пробуждения среди украинцев. В 1867 году были организованы общины уже баптистского направления, хотя на тот момент сами основатели, являясь штундистами, ещё не были крещёнными по вере. Началом евангельско-баптистского движения на Украине считается 1869 год, когда произошло крещение по вере первого украинца.
Евангельское пробуждение в Закавказье началось одновременно с пробуждением на юге Украины, при этом было независимым от него и происходило в среде молокан. В 1867 году в Тифлисе состоялось первое крещение по вере, которое принял молоканин, что принято считать началом распространения баптизма среди молокан Закавказья и Северного Кавказа и годом возникновения русско-украинского баптизма. В течение первых десяти лет последователи нового учения называли себя христианами, крещёнными по вере, и лишь позднее стали называть себя баптистами.
Евангельское пробуждение в Санкт-Петербурге связано с миссионерской деятельностью лорда Редстока, который приехал в столицу весной 1874 года. В результате его проповедей в домах петербургской знати уверовали ряд представителей высшего аристократического общества, в числе которых был один из богатейших дворян России гвардии полковник Василий Пашков, который и стал одним из продолжателей петербургского пробуждения после отъезда лорда Редстока за границу. Уверовавшие аристократы отдавали для проповеди Евангелия и свои силы, и имущество. Их дома стали местом евангелизационных собраний, которые посещали как знатные особы, так и студенты, слуги и рабочие. Слушателей бывало до тысячи человек, многие обращались к Богу. Во время петербургского пробуждения было основано «Общество поощрения духовно-нравственного чтения», которое осуществило 12 изданий 200 наименований книг и брошюр духовного содержания, в том числе впервые на русском языке книг Дж. Баньяна «Путешествие пилигрима» и «Духовная война», а также начато издание религиозно-нравственного журнала «Русский рабочий». Были организованы прачечные и швейные мастерские для бедных женщин, столовая для студентов и рабочих, первый в Петербурге ночлежный приют. Крещение по вере, связанное с петербургским пробуждением, произошло в 1883 году, когда приняли водное крещение несколько человек, в том числе Василий Пашков.
Евангельское пробуждение в Таврической губернии, на юге левобережной Украины, также происходило в среде молокан. В результате проповедей Якова Делякова о благодати Божией в Иисусе Христе и оправдании верой образовалась первая община новомолокан — евангельских христиан — «захаровцев», называемых так по имени Зиновия Даниловича Захарова, который с 1867 года стал её первым руководителем. С 1877 года общины молокан в Таврической губернии стали посещать баптистские проповедники, в результате чего многие молокане приняли крещение по вере. Баптистские общины в селениях молокан быстро увеличивались численно, и в дальнейшем практически все евангельские христиане «захаровцы» стали их частью.
Рост численности евангельских христиан, баптистов, штундистов и представителей других протестантских групп вызвал беспокойство светской власти и церковного руководства, в результате чего в период деятельности К. П. Победоносцева на посту обер-прокурора были предприняты радикальные попытки искоренения этих религиозных движений. Тем не менее, несмотря на постоянные преследования со стороны царской администрации и Православной Церкви, общины евангельских христиан росли количественно и получали всё большее распространение на территории страны. Среди российских последователей этих новых направлений протестантизма значительной была прослойка экономически активных людей: зажиточных рачительных хозяев, стремящихся к внедрению новейших методов и технологий ведения сельского хозяйства, торговцев, мелких и средних предпринимателей. На их экономическом поведении сказывалась усвоенная ими протестантская трудовая этика, отношение к труду и хозяйственной деятельности как служению Богу.

## Годы НЭПа
Годы НЭПа и первое десятилетие советской власти были отмечены значительным количественным ростом и экономической активностью баптистских, адвентистских и других протестантских общин (так же как общин молокан, толстовцев), участием их представителей во многих формах мелкого и среднего бизнеса, созданием экономически сильных коммун, колхозов, кооперативов, состоящих из единоверцев. В этом случае общины представляли собой одновременно и хозяйственную, и поселенческую, и вероисповедную общность, что позволяло поддерживать трудовую дисциплину, единство и сплочённость группы.
На первых порах подобные «сектантские» коммуны встречали одобрение и поддержку со стороны государства и компартии, поскольку в них усматривались, как было отмечено в резолюции XII съезда РКП(б), ростки коммунистических отношений. Однако «золотое десятилетие», как называли его лидеры протестантских церквей, скоро закончилось. С началом коллективизации и открытых антирелигиозных гонений (1929 г.) деятельность «сектантских» коммун была пресечена. Весь дальнейший период советской истории протестантские церкви подвергались жестоким преследованиям, теряя лидеров и наиболее активных и образованных верующих, и фактически находились в состоянии выживания. Политика государственного атеизма приводила не только к тому, что всячески ограничивалась миссионерская и образовательная работа протестантских общин, не допускалась благотворительная и предпринимательская деятельность, но и административными и всякого рода незаконными действиями властей и партийных органов вообще ограничивалась сама возможность присутствия «сектантов» в различных сферах общественной жизни, культуры, наиболее престижных видах и уровнях производства; пресекались какая бы то ни было возможность их работы в органах государственной власти, избрание на общественные должности, получение высшего образования. В этих условиях протестантские объединения практически не имели возможности оказывать благотворное влияние на социально-экономическое развитие страны, выращивать необходимые кадры, вырабатывать и презентовать обществу свои социальные позиции. О какой-либо социальной или экономической деятельности протестантских церквей не могло быть и речи.

## Постсоветский период
Изменение государственной политики в отношении религии и религиозных организаций, начавшееся в последние годы существования советской власти, в период «перестройки», и законодательно закреплённое принятием в 1990 г. союзного и российского законов о свободе совести и вероисповедания, создали в стране принципиально новую ситуацию, в которой граждане получили полную свободу мировоззренческого и вероисповедного выбора и самовыражения, а религиозные организации — свободу внутренней организации религиозной жизни, распространения своего вероучения и многообразных форм внекультовой и нерелигиозной деятельности в различных сферах общественной жизни, куда прежде они не имели доступа. Протестантским церквам пришлось начинать жизнь в новых социально-политических и экономических условиях почти с нуля, заново отстраивать церковные структуры, развивать миссионерство, привлекать к себе и заново выращивать новое поколение верующих, способное адаптировать деятельность церквей к условиям демократии и рыночных отношений с учётом специфики того и другого в постсоветской России.
Протестантизм всегда отличала высокая степень адаптации к самым различным социальным и политическим условиям, к различным формам государственного и общественного устройства. Это проявилось и в условиях политической и социально-экономической трансформации российского общества. Демократизация общественного строя, переход к рынку и законодательно оформленная ситуация религиозной свободы создали благоприятные условия для быстрого возрождения и развития практически всех направлений протестантизма. Особенно активно воспользовались ими протестантские церкви евангельской направленности (в том числе с помощью зарубежных единоверцев). Это нашло выражение в увеличении количества протестантских религиозных объединений (организаций и групп, зарегистрированных и незарегистрированных), в быстром и значительном росте их численного состава, в изменении их демографических характеристик (существенном омоложении, определённом изменении гендерного состава в направлении приближения к общероссийским показателям).
Произошли изменения в содержании и характере деятельности протестантских церквей. Если на первых порах, в начале 1990-х гг., главное внимание протестантских церквей было направлено на легитимацию и организационное укрепление их структур, на миссионерство в различных слоях общества, особенно в молодёжной среде, расширение территорий и сфер их влияния, то ближе к концу 90-х — началу 2000-х гг. видное место в их деятельности стали занимать задачи формирования института лидеров, в первую очередь молодых, выращивания в своей среде элиты, способной занять достойное место в различных сферах общественной жизни, развития различных востребованных обществом направлений социального служения.
Новые условия позволили реализоваться органически присущему протестантизму как «буржуазной разновидности христианства» интересу к предпринимательству. Такие сущностные черты протестантизма, как демократичность внутреннего устройства и внутриобщинных межличностных отношений, культивирование основанного на Библии
понимания свободы и ответственности личности, способствовали развитию предпринимательской инициативы российских протестантов.
Однако уже в самом начале пионеры протестантского бизнеса встретились с рядом трудностей — как общих для большинства россиян, желавших начать своё дело: ограниченность или отсутствие стартового капитала, отсутствие должной и внятной законодательной базы, бюрократизм и мздоимство чиновников, — так и специфических: стремление вести бизнес на честных христианских принципах вступало в противоречие с необходимостью давать взятки чиновникам и выстраивать отношения с бандитским рэкетом. Тем не менее во
всех протестантских церквах нашлось достаточно людей, сумевших открыть и развивать своё дело.

## Социальная и общественная деятельность
Опубликование в 2000 г. «Основ социальной концепции Русской православной церкви» стимулировало другие религиозные организации к разработке и представлению обществу своего видения этих проблем. В эту работу активно включились и протестантские церкви России. В частности, были разработаны и опубликованы «Основы социальной концепции Российского объединённого союза христиан веры евангельской», «Основы социального учения Церкви христиан адвентистов седьмого дня», «Социальная концепция Российского союза евангельских христиан-баптистов».
В 2003 г. Консультативным советом глав протестантских церквей России была подготовлена и представлена общественности общая «Социальная позиция протестантских церквей России». Принципиальная позиция всех протестантских церквей России, изложенная в документе и обосновывающая их стремление активно участвовать в процессах социально-экономического развития страны, выражает их ответ на часто звучащие в прессе ряда так называемых традиционных конфессий и светских СМИ и бытующие в некоторых слоях общества упрёки в прозападной позиции протестантских церквей: «Любовь к родине. С точки зрения церквей, любовь к родине выражается прежде всего в деятельности, направленной на повышение уровня благосостояния страны и общества… Мы ценим наше историческое и культурное наследие, утверждающее непреходящие духовные и нравственные ценности. Являясь частью народа России, мы своим созидательным служением совершаем вклад в наше общее благоденствие».
Основные положения, касающиеся возможного вклада протестантов в социально-экономическое развитие России, изложены в разделах упомянутых концепций, посвящённых экономике, труду и собственности. Наиболее обстоятельно эти проблемы рассматриваются в «Основах социального учения Церкви ХАСД». Аргументация всех этих положений основывается на Библии. При этом на первый план в оценке тех или иных экономических процессов выставляется человек, личность, её права и нужды: «Человек является средоточием и целью всякой экономической деятельности, поэтому всё в ней должно быть подчинено не „интересам производства“, а потребностям человека».